# مات كومبتون
مات كومبتون (بالإنجليزية: Matt Compton)‏ هو لاعب هوكي الجليد بريطاني، ولد في 29 ديسمبر 1983 في تشستر في المملكة المتحدة.